# ایست ساهیوریتا (آریزونا)
ایست ساهیوریتا (به انگلیسی: East Sahuarita) یک منطقهٔ مسکونی در ایالات متحده آمریکا است که در شهرستان پیما، آریزونا واقع شده‌است. ایست ساهیوریتا ۳۷٫۹ کیلومتر مربع مساحت و ۱٬۴۱۹ نفر جمعیت دارد و ۸۴۸ متر بالاتر از سطح دریا واقع شده‌است.